# Inteligência de enxame
A inteligência de enxame (IE, ou swarm intelligence) é aquela encontrada no comportamento coletivo
de sistemas descentralizados e auto-organizados.
Importantes para a inteligência computacional (IC),
os sistemas de IE tipicamente consistem em uma
população de agentes simples (também chamados de boids)
que interagem (localmente) entre si e com o ambiente,
e apresentam comportamento emergente.
Os modelos são muitas vezes bioinspirados, caso em que a IE pertence à computação natural (CN). A IE apresenta capacidades de aprendizado não-supervisionado, e resiliência aos extremos locais, características da computação cognitiva.

## Histórico
O termo IE foi introduzido por Beni e Jing Wang em 1989 em contexto robótico.
Modelos clássicos de IE são os Boids (Reynolds, 1987)
e as Partículas auto-impulsionadas (Vicsek, 1995).

## Exemplos de IE
Exemplos de sistemas de IE na CN são:
otimização por colônia de formigas,
bandos de aves,
cardumes, e
busca por difusão estocástica.
A IE por vezes, mas nem sempre, é considerada CE (veja o caso do PSO.

## Otimização por enxame de partículas (PSO)
A PSO realiza uma otimização global em soluções
localizadas em uma superfície ou ponto.
Os boids são inicializados com posição e velocidade,
e são atraídos aos outros boids na proporção de seus valores de fitness.
A PSO é bastante resiliente aos extremos locais devido ao alto número de agentes.

## Aplicações de IE
As aplicações da IE incluem
telecomunicações, biomedicina, arte,
técnicas e observações teóricas como no
exame de humanos, e na gramática de enxame,
e suporte à IC.

## Computação natural (CN)
Os algoritmos evolucionários, de otimização por enxame de partículas (PSO), e de otimização por colônia de formigas dominam a computação natural meta-heurística (i.e. sem consideração das redes neurais artificiais).

## Referênias
1. ↑  Beni, G., Wang, J. Swarm Intelligence in Cellular Robotic Systems, Proceed. NATO Advanced Workshop on Robots and Biological Systems, Tuscany, Italy, June 26–30 (1989)
2. ↑  Lewis, M. Anthony; Bekey, George A. «The Behavioral Self-Organization of Nanorobots Using Local Rules». Proceedings of the 1992 IEEE/RSJ International Conference on Intelligent Robots and Systems
3. ↑  al-Rifaie, M.M.; Aber, A. «Identifying metastasis in bone scans with Stochastic Diffusion Search». Proc. IEEE Information Technology in Medicine and Education, ITME. 2012: 519–523
4. ↑  al-Rifaie, Mohammad Majid, Ahmed Aber, and Ahmed Majid Oudah. "Utilising Stochastic Diffusion Search to identify metastasis in bone scans and microcalcifications on mammographs." In Bioinformatics and Biomedicine Workshops (BIBMW), 2012 IEEE International Conference on, pp. 280-287. IEEE, 2012.
5. ↑  Martens, D.; Baesens, B.; Fawcett, T. (2011). «Editorial Survey: Swarm Intelligence for Data Mining». Machine Learning. 82 (1): 1–42. doi:10.1007/s10994-010-5216-5
6. ↑  Whitaker, R.M., Hurley, S.. An agent based approach to site selection for wireless networks. Proc ACM Symposium on Applied Computing, pp. 574–577, (2002).
7. ↑  Miller, Peter (2010). The Smart Swarm: How understanding flocks, schools, and colonies can make us better at communicating, decision making, and getting things done. New York: Avery. ISBN 978-1-58333-390-7
8. ↑  Lones, Michael A. (2014). «Metaheuristics in Nature-Inspired Algorithms» (PDF). GECCO '14. doi:10.1145/2598394.2609841